# Peripsychoda bulbula
Peripsychoda bulbula és una espècie d'insecte dípter pertanyent a la família dels psicòdids.

## Descripció
- Femella: ulls separats per 2,5 facetes de diàmetre; sutura interocular arrodonida i una mica afeblida a la zona central; vèrtex 3 vegades l'amplada del pont ocular i amb els costats arrodonits; palp núm. 1 bulbós i més ample que el 2; occipuci estés com una projecció cònica; front amb una àrea triangular pilosa; antenes de 0,90 mm de longitud i amb l'escap dues vegades la mida del pedicel; ales d'1,62 mm de llargària i de 0,62 mm d'amplada i amb la vena subcostal lliure i no pas unida a R1; fèmur més llarg que la tíbia; placa subgenital amb el lòbul apical en forma de "V"; espermateca petita i reticulada a la major part de la seua superfície.
- El mascle no ha estat encara descrit.[3]

## Distribució geogràfica
És un endemisme de Nova Guinea.